# Conférence des Bermudes (1943)
La conférence des Bermudes est une conférence internationale entre les États-Unis et le Royaume-Uni qui s'est tenue à Hamilton aux Bermudes du 19 au 30 avril 1943. Elle avait pour objet le sort des réfugiés juifs ayant été libérés par les Alliés ou fuyant l'Allemagne nazie.

## Contexte
Faisant suite à la conférence d'Évian de 1938, les puissances alliées se réunissent à nouveau sur la question du sort à réserver aux réfugiés juifs. Les États-Unis et la Grande-Bretagne refusent d'ouvrir davantage leurs frontières. L'opinion publique est d'un autre avis et le fait savoir dans le cadre de manifestations. Les États-Unis souhaitaient dans un premier temps que la conférence se tienne à Ottawa mais le Canada décline catégoriquement l'éventualité et ne prendra pas part à la conférence qui se déroulera, loin de tout débordement possible, aux Bermudes à partir du 19 avril 1943 tandis que le Ghetto de Varsovie se soulève. La presse québécoise se déchaîne, invectivant le gouvernement pour sa politique de la chaise vide aux Bermudes.

## Résultats
Les États-Unis et la Grande-Bretagne souhaitent d'abord gagner la guerre et par conséquent, donner la priorité aux transports de matériels et de troupes. Ils y voient le seul moyen vraiment effectif de venir en aide aux populations juives d'Europe et ce malgré la déclaration conjointe des Membres des Nations unies de décembre 1942. Le malaise est bien réel, personne ne souhaite accueillir ces personnes déplacées tandis que les échos reçus d'Europe occupée sont de plus en plus inquiétants quant au sort qui leur est réservé par l'occupant. Harold W. Dodds (en), le chef de la délégation américaine dira de façon cinglante lorsque l'éventualité d'organiser des transports d'évacuation est abordée que : « ce serait non seulement stupide, mais criminel » (eu égard à l'effort de guerre à produire).
Finalement, comme ce fut le cas à Évian en 1938, rien de vraiment concret ne résultera de la conférence des Bermudes. Aucune frontière ne s'ouvrira, aucun quota d'immigration ne sera revu pas plus que les possibilités d'émigration en Palestine sous contrôle britannique. Les Bermudes seront le second échec, après Évian, des pays démocratiques pour venir en aide aux réfugiés juifs d'Europe.

À l'issue de la conférence, le groupe de Hillel Kook (en) (Peter Bergson), militant du Sionisme révisionniste, achète une page entière du New York Times du 4 mai 1943 et titre: 

« Pour cinq millions de Juifs enfermés dans le piège mortel des Nazis, la conférence des Bermudes a été une farce tragique, »

Le 12 mai 1943, Samuel Zygelbojm se suicida pour protester contre le mutisme des Alliés face au génocide des Juifs : 

« Par ma mort, je voudrais, pour la dernière fois, protester contre la passivité d'un monde qui assiste à l'extermination du peuple juif et l’admet »

.

## Représentants
- George Henry Hall, sous-secrétaire parlementaire britannique de l'Amirauté ;
- Harold W. Dodds (en), président de l'Université de Princeton ;
- Richard K. Law, sous-secrétaire britannique des Affaires étrangères ;
- Sol Bloom (en), président du United States House Committee on Foreign Affairs ;
- Osbert Peake, sous-secrétaire parlementaire du Bureau de l'Intérieur.